# So Far Away (Staind)
So Far Away è il secondo singolo estratto dall'album 14 Shades of Grey, durante l'estate del 2003.

## Canzone
La canzone parla della vita in generale di Aaron Lewis e soprattutto dei sentimenti che sentiva nel momento in cui l'ha scritta; riesce ad entrare in numerose classifiche riscuotendo un grande successo. La traccia fa anche parte della raccolta di singoli e live The Singles: 1996-2006 
Sono conosciute diverse versioni dello stesso singolo.

## Tracce
1. So Far Away (Radio Edit)
2. Novocaine (No Album)
3. Zoe Jane (Live dal KROQ)

Versione statunitense
1. So Far Away
2. So Far Away (Radio Edit)
3. Novocaine (No Album)
4. Zoe Jane (Live al KROQ)

Versione inglese
1. So Far Away (Radio Edit)
2. Mudshovel (Live)
3. Home-Grown Promo Footage (Multimedia)

## Successo
La canzone ha avuto uno straordinario successo negli Stati Uniti entrando così in numerosissime classifiche musicali della rivista Billboard. Il risultato raggiunto da questa canzone è ottimo infatti essa rimane alla n.1 della Billboard Mainstream Rock Tracks per ben 14 settimane, risultando una della canzoni rimaste in prima posizione più a lungo in questa classifica dove il massimo di settimane accumulate alla numero uno è di 21, dalla canzone Loser dei 3 Doors Down. La traccia appare inoltre in un episodio del WWE RAW.

## Classifiche
| Paese       | Classifica                  | Posizione |
| ----------- | --------------------------- | --------- |
| Stati Uniti | Hot 100 Airplay             | 22        |
| Stati Uniti | Hot 100 Recurrent Airplay   | 3         |
| Stati Uniti | Hot Adult Top 40 Recurrents | 12        |
| Stati Uniti | Hot Adult Top 40 Tracks     | 16        |
| Stati Uniti | Hot Digital Tracks          | 18        |
| Stati Uniti | Hot Mainstream Rock Tracks  | 1         |
| Stati Uniti | Hot Modern Rock Tracks      | 1         |
| Stati Uniti | Hot Singles Recurrents      | 1         |
| Stati Uniti | The Billboard Hot 100       | 19        |
| Stati Uniti | Top 40 Mainstream           | 17        |
| Stati Uniti | Top 40 Tracks               | 22        |